# Pharco FC
El Pharco Football Club (en árabe: نادي فاركو لكرة القدم‎) es un club de fútbol de Alejandría, Egipto. Fue fundado en 2010 y juega en la Liga Premier de Egipto desde la temporada 2021-22. El club pertenece a la compañía farmacéutica Pharco, fundada en 1983.

## Historia
El club ganó el ascenso a la primera división del país por primera vez al ganar el Grupo C en la Segunda División de Egipto 2021-22.

## Jugadores

#### Plantilla: 2024-25
- Actualizado al 14 de noviembre de 2024[3]

## Entrenadores
- Tarek El Ashri (enero de 2023-julio de 2023)
- Bruno Romão (julio de 2023-octubre de 2023)
- Khaled Galal (octubre de 2023-diciembre de 2023)
- Ahmed Khattab (Interino)
- Ahmed Khattab (febrero de 2024-)